# Matisse Thybulle

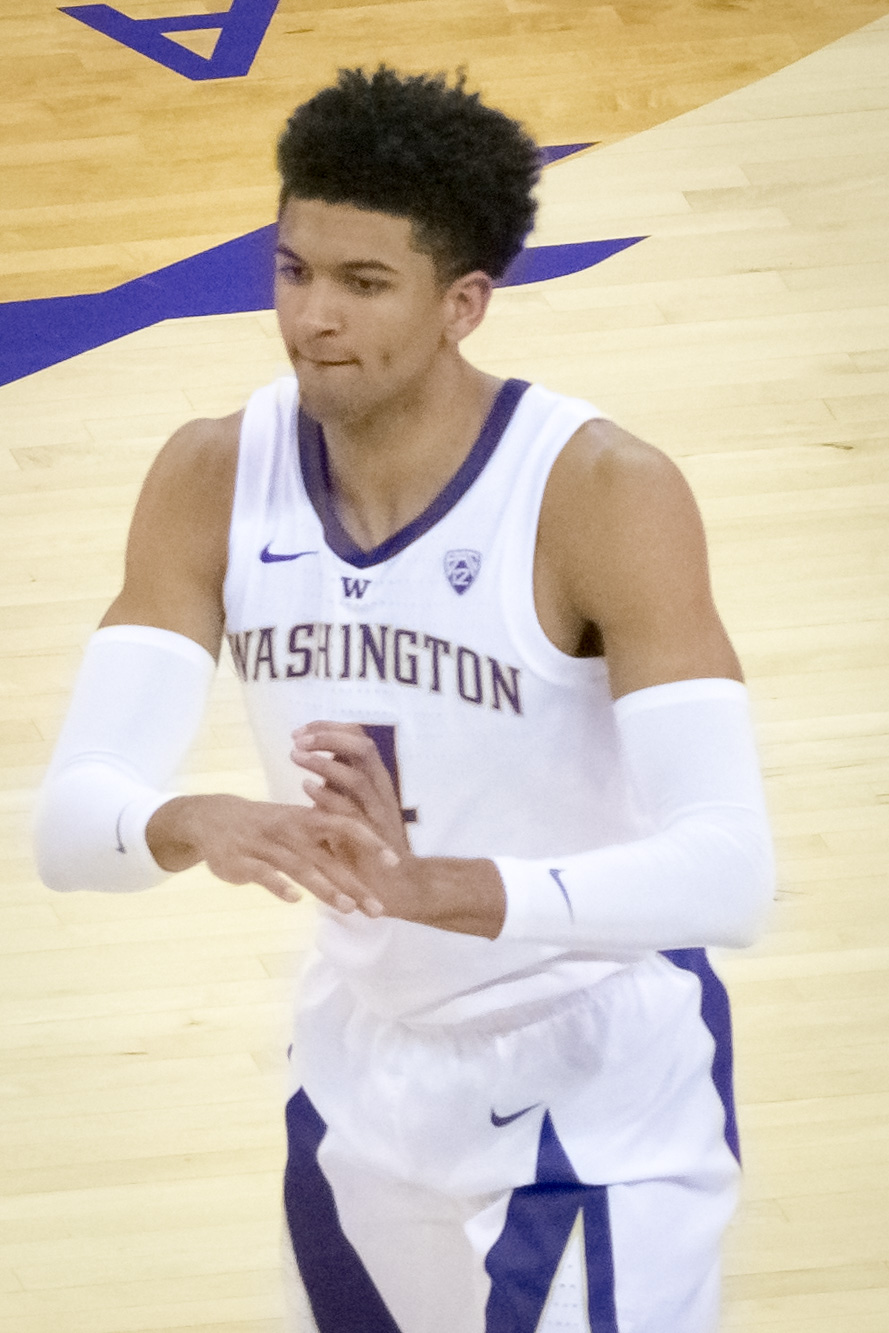
Matisse Thybulle in College

Matthis Vincent Thybulle (4 maart 1997), is een Australisch-Amerikaanse professionele basketbalspeler geboren in Scottsdale, Arizona. Hij komt uit voor de Portland Trail Blazers en speelt in de NBA waar hij bekend staat als een van de beste perimeter-verdedigers in de competitie. Bovendien verdedigde hij Australië  op de Olympische Zomerspelen 2020.
Hij werd in 2019 geselecteerd in de eerste ronde van de 2019 NBA draft door de Boston Celtics waarna hij de volgende dag naar de Philadelphia 76ers werd getraded. Thybulle werd in 2021 en in 2022 benoemd tot het NBA All-Defensive Second Team. In 2023 werd hij getraded naar de Portland Trail Blazers.

## Jeugd
Thybulle wed geboren in Arizona, maar bracht een groot deel van zijn jeugd door in Sydney, Australië. Op zijn elfde verhuisde hij met zijn familie naar de Verenigde Staten. Ze gingen wonen in Sammamish Washington. Hij ging daar naar de Eastside Catholic School waar hij als fours-star recruit geranked werd door Scout.com en als three-star recruit door ESPN. Hij studeerde af in 2015.

## Nationale Ploeg
Thybulle heeft zowel de Amerikaanse als de Australische nationaliteit en zou dus voor beide landen kunnen uitkomen. 
Op 3 februari 2021 werd Thybulle genoemd als onderdeel van de Australische Boomers-selectie voor de uitgestelde Olympische Spelen van 2020 in Tokio, die direct na de NBA Finals van 2021 begonnen.Thybulle hielp Australië aan hun eerste Olympische medaille ooit in het mannenbasketbal, door Slovenië te verslaan in de bronzen medaillewedstrijd.

## College carrière
Na de high-school koos hij voor de University of Washington, waar hij van 2015 tot 2019 uitkwam voor de Washington Huskies. Hij kende toenmalig trainer Lorenzo Romar goed, dit was dus een logische keuze. In zijn eerste jaar stond hij tijdens alle 32 wedstrijden in de starting-five en tekende voor 6,2 punten, 3,2 punten en 1,6 assists tijdens een gemiddelde speeltijd van 24,1 minuten. Het team kon echter maar twee wedstrijden in hun conference winnen, en eindigden het reguliere seizoen met een negatieve 9-22 balans. Coach Romar werd hierop volgend ontslagen.
Na het vertrek van zijn trainer dacht Thybulle er over na om het team te verlaten, maar besloot te blijven na een gesprek met de nieuwe trainer Mike Hopkins. In dat jaar ontwikkelde Thybulle zich als een defensieve specialist en was een van de drijvende factoren in de Huskies' 2-3 zone defense. Thybulle was een belangrijke factor in het eerste seizoen met 20 overwinningen sinds 2011-2012. Hij werd dit jaar benoemd tot Pac-12 Defensive Player of the Year. Hij zette ook een record op met 101 steals over het gehele seizoen, wat nog geen enkele Huskies-speler voor hem deed. 
In 2018-2019 ontpopte hij helemaal en scoorde hij gemiddeld 13,5 punten, 6,0 steals en 5,0 rebounds. Hij ontving voor het eerst in zijn carrière Pas-12 Player of the week honors. Hij won dat jaar ook de Naismith Defensive Player of the Year en de Lefty Driessel Award, hij werd dus benoemd tot beste college-verdediger van het land. Hij werd ook benoemd tot first team ALL-Pac-12. Bovendien had hij met 126 steals dat jaar het meeste steals van alle NCAA Division 1 spelers

## NBA-carrière
Philadelphia 76ers (2019-2023)
Thybulle werd in de NBA Draft 2019 gekozen door de Boston Celtics als 20st pick. In een trade werd Thybulle geruild voor Philadelpia's 24ste en 33ste pick en zo werd hij officieel spler van de Philadelphia 76ers. Op 3 juli 2019 ondertekende hij zijn contract en hij maakte zijn NBA-debuut op 23 oktober tijdens een overwinning van de Philadelphia 76ers tegen de Boston Celtics.
In zijn tweede jaar 2020-2021 werd Thybulle benoemd tot het NBA All-Defensive Second Team. Hij behoorde tot de beste verdedigers met 3,8 steals per op 100 keer balbezit van de tegenstander. Op 29 oktober 2021 verlengde Thybulle zijn contract tot het seizoen 2022-23.
Portland Trail Blazers: op 9 februari 2023, werd Thybulle getraded naar de Portland Trail Blazers in een vier-team ruil waarbij de Charlotte Hornets en New York Knicks betrokken waren. Hij maakte zijn Trail Blazers debuut op 13 februari, met 14 punten, zes rebounds, twee assists en drie blocks in een 127-115 overwinning op de Los Angeles Lakers.